# Fersinone
Il Fersinone (o Fersenone in dialetto marscianese) è un torrente umbro, lungo 27 chilometri, con un bacino idrografico di 127,4 km². È il maggior affluente di destra del Nestore, nel quale sfocia nei pressi di Morcella, nel comune di Marsciano.

## Descrizione
Uno storico perugino del 1638 così lo descrive:
Nasce da una sorgente sulfurea dal Monte Poggio Spaccato (582 m.s.l.m), in provincia di Terni. Attraversa i comuni di San Venanzo, Montegabbione e Parrano in provincia di Terni e Marsciano in provincia di Perugia. Passa in prossimità dei borghi di Montegiove (Montegabbione) Pornello, San Vito in Monte, Poggio Aquilone e Civitella dei Conti (San Venanzo) Migliano e Morcella (Marsciano). È per circa 4 chilometri il confine naturale tra le province di Terni e Perugia e tra i comuni di Marsciano e San Venanzo. Ha un carattere spiccatamente torrentizio, ma, data la sua integrità, è stato giudicato dall'ARPA Umbria come di qualità "buona". Nei mesi autunno-invernali è capace di piene copiose, ma in genere, nei mesi estivi è in secca. Durante il periodo molta gente accorre al torrente per un rinfrescante bagno, detto appunto, "Bagno al Fersinone".

### Storia
Lungo le sue sponde sono stati rinvenuti resti vulcanici appartenenti alla preistoria. Inoltre, è spesso citato perché lungo il suo corso nel Neolitico vi si stabilirono delle popolazioni, e soprattutto per le sue limpide acque, ciò è testimoniato da "La Buca del Diavolo", una grotta sotto cui è presente uno strapiombo creato dall'acqua del torrente (nei mesi invernali ci possono essere fino a 7 metri di acqua). Lungo il torrente vi si stabilirono anche gli etruschi, e ciò è testimoniato dai ritrovamenti di San Vito in Monte e Poggio Aquilone. Tra Migliano e Morcella, nel tratto finale, vi era lo snodo del Corridoio Bizantino, proveniente dal vicino Calvana, che proseguiva verso nord lungo il Nestore. Nel corso dei secoli molte persone note sono accorse al torrente per la presenza di acque sulfuree, rigeneranti. Tra gli anni Trenta e Quaranta del Novecento si è mosso anche un piccolo movimento turistico; infatti qualche perugino o abitante poco distante veniva a "passare l'acqua" al Fersinone. Quest'espressione è sinonimo di ferie; il mattino si scendeva al torrente per bere l'acqua che aveva delle prerogative benefiche per l'organismo.

## Affluenti
Molti piccoli corsi d'acqua alimentano il Fersinone. I maggiori tra essi sono il torrente Serpolla, il fosso delle Setole, il fosso delle Costarelle, il torrente Faenella, il fosso di San Fortunato ed il fosso de' Pozzi. Inoltre, la zona dove il torrente scorre è ricca di sorgenti sulfuree e ferrose. Tra questi elencati il maggiore è il Faenella.

## Portata
La portata media annua del Fersinone è di 1,31 m³/s. Oscilla tra la secca dei mesi estivi e i 4 m³/s di novembre; si evince quindi il carattere strettamente torrentizio, con importanti piene invernali e magre estive.

## Alluvioni
Si registrano cinque piene significative dal 1866, anno in cui l'Umbria entrò a far parte del Regno d'Italia:
- La prima il 4 novembre 1907, quando tre persone vennero travolte nelle campagne di Migliano. Si stima una portata di oltre 80 m³/s.
- La seconda l'8 ottobre 1937, quando la portata raggiunta dal torrente fu di 88 m³/s. Travolse le colture limitrofe e inondò la piana tra Morcella e Marsciano.
- La terza, che resta ancora oggi negli annali, avvenuta il 9 luglio 1956, quando il torrente inondò la sua piccola vallata in modo impressionante[7]. Un violento temporale della durata di circa due ore ha trasformato il torrente, in secca totale, in uno spaventoso fiume di fango e detriti. La piena è stata addirittura avvertita a Marsciano. Basti pensare che alla foce ha risalito il corso del Nestore, in magra quasi totale. Portata massima presso Morcella di 100 m³/s.
- La quarta e più importante, del 12 novembre 2012, quando raggiunse una portata di 104 m³/s.
- La quinta, verificatasi il 31 gennaio 2014, intorno alle 16:00, quando sfiorò, per colpa delle abbondanti precipitazioni, l'esondazione. In questa occasione la portata toccò i 91 m³/s.

## Fauna ittica
Il torrente, ricco di fauna ittica, presenta le seguenti specie(in corsivo quelle quasi assenti):
- Barbo del Tevere
- Carpa
- Cavedano comune
- Cavedano etrusco
- Granchio di fiume
- Lasca
- Lattarina
- Pesce gatto
- Rovella
- Trota fario
- Trota salmonata
- Vairone

## Galleria d'immagini

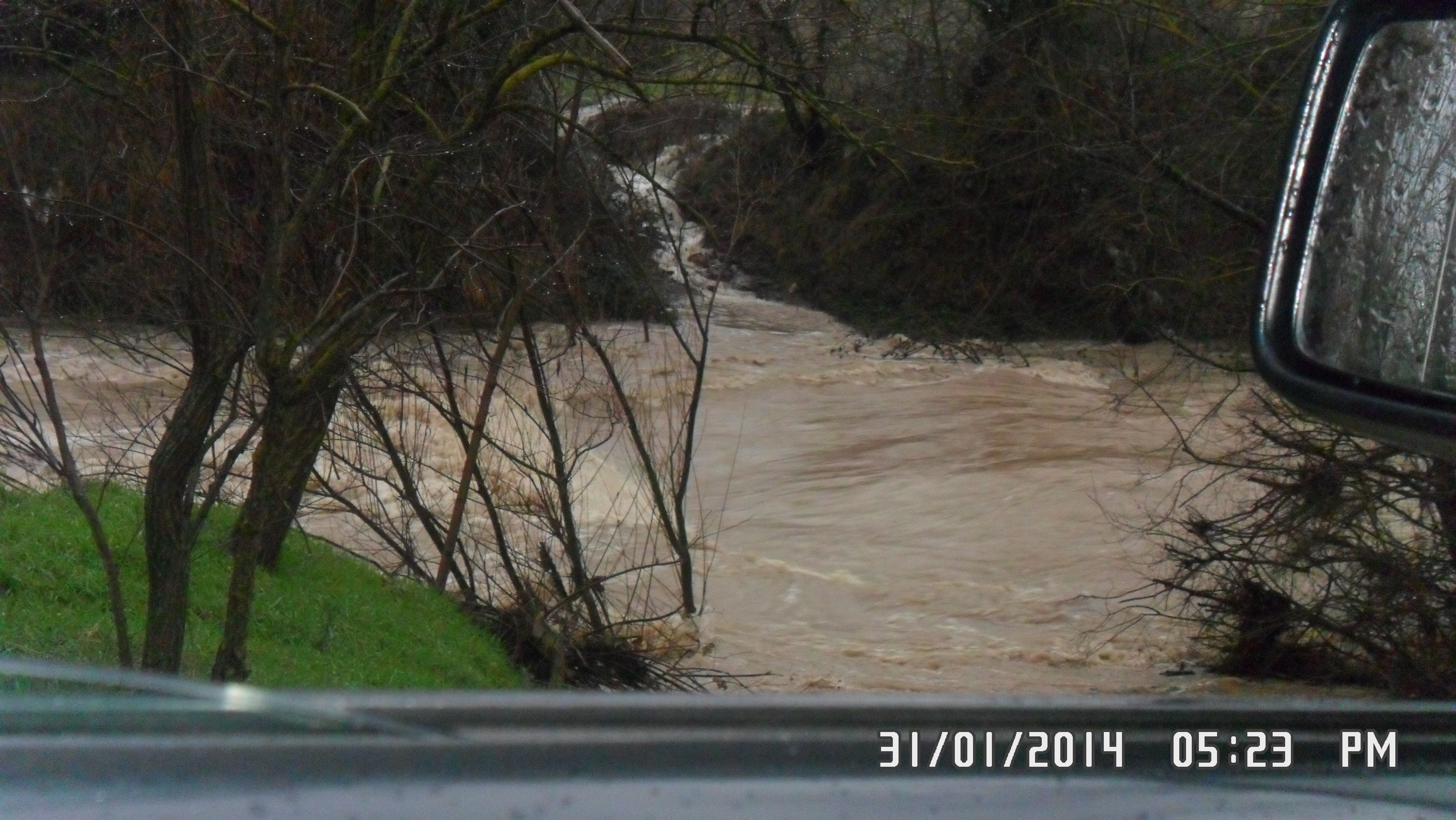
31 gennaio 2014, piena in Vocabolo Cantine (Marsciano).
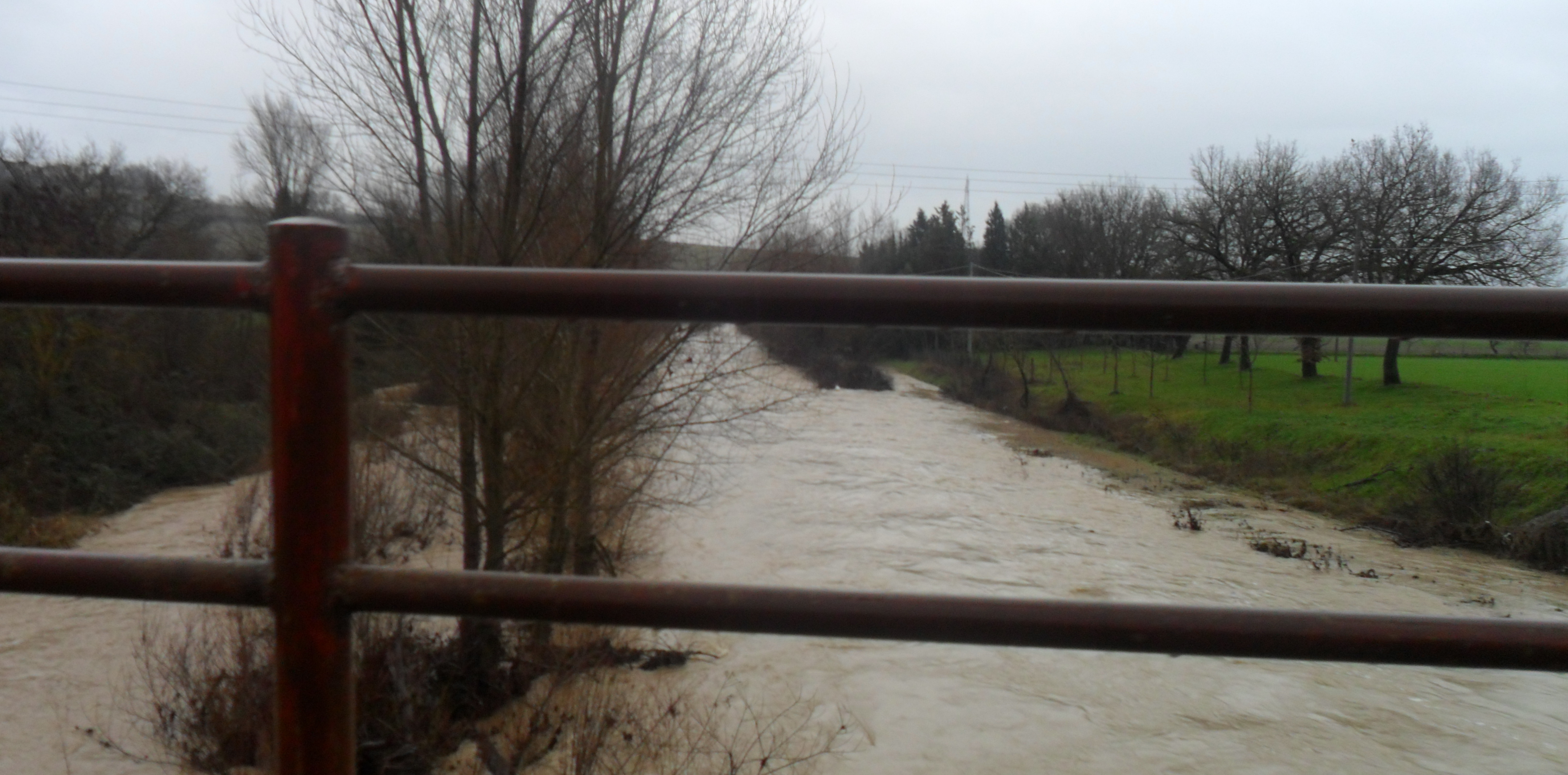
31 gennaio 2014, piena presso Morcella, a 400 metri dalla foce.
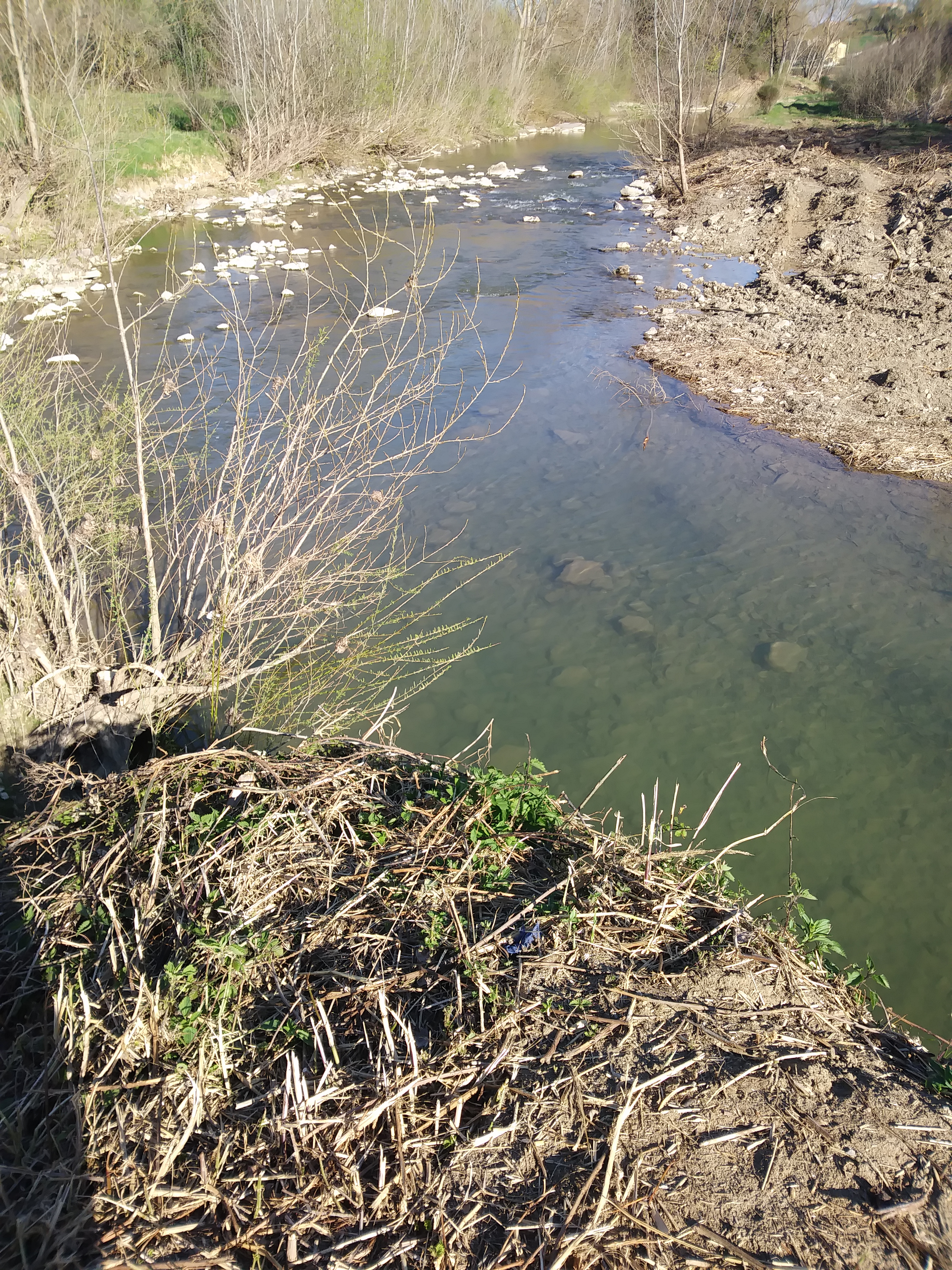
Il Fersinone, sulla destra, che sfocia nel Nestore.